# 콘도르의 운항 노선
2017년 11월 기준, 콘도르의 운항 노선은 다음과 같다.

## 운항 노선

### 아시아

#### 남아시아
- 몰디브
  - 말레 - 말레 국제공항

### 아프리카

#### 남아프리카
- 나미비아
  - 빈트후크 - 호세아 쿠타코 국제공항
- 남아프리카 공화국
  - 케이프타운 - 케이프타운 국제공항
- 탄자니아
  - 잔지바르 - 아베이드 아마니 카루메 국제공항
  - 킬리만자로 - 킬리만자로 국제공항

#### 동아프리카
- 모리셔스
  - 포트루이스 - 시우 사구르 람룰람경 국제공항
- 세이셸
  - 마헤 - 세이셸 국제공항
- 케냐
  - 몸바사 - 모이 국제공항

#### 북아프리카
- 모로코
  - 아가디르 - 아가디르 알마시라 공항
- 이집트
  - 후르가다 - 후르가다 국제공항

### 유럽

#### 서유럽
- 독일
  - 베를린 - 베를린 쇠네펠트 국제공항 허브
  - 뒤셀도르프 - 뒤셀도르프 국제공항 허브
  - 뮌헨 - 뮌헨 국제공항 허브
  - 프랑크푸르트 - 프랑크푸르트 국제공항 허브
  - 라이프치히 - 라이프치히 할레 공항 허브
  - 슈투트가르트 - 슈투트가르트 공항 허브
  - 쾰른 - 쾰른 본 공항 계졀편
  - 하노버 - 하노버 공항 허브
  - 함부르크 - 함부르크 공항 허브

#### 중유럽
- 오스트리아
  - 빈 - 빈 국제공항 계졀편

#### 남유럽
- 그리스
  - 로도스 - 로도스 국제공항 계졀편
  - 미코노스 - 미코노스 국제공항 계졀편
  - 산토리니 - 산토리니 국제공항 계졀편
  - 스키아토스 - 스키아토스 국립공항 계졀편
  - 자키노스 - 자키노스 국제공항 계졀편
  - 하니아 - 하니아 국제공항 계졀편
  - 카발라 - 카발라 국제공항 계졀편
  - 칼라마타 - 칼라마타 국제공항 계졀편
  - 코르푸 - 코르푸 국제공항 계졀편
  - 코스 - 코스 국제공항 계졀편
  - 프레베자 - 악티온 국립공항 계졀편
  - 이라클리오 - 이라클리오 국제공항 계졀편
- 몰타
  - 발레타 - 몰타 국제공항 계졀편
- 스페인
  - 라스팔마스 - 그란 카나리아 공항
  - 라팔마 - 라팔마 공항
  - 아레시페 - 아레시페 란사로테 공항
  - 이비자 - 이비자 공항 계졀편
  - 테네리페 - 테네리페 사우스 공항
  - 팔마데마요르카 - 팔마데마요르카 공항 계졀편
  - 푸에르테벤투라 - 푸에르테벤투라 공항
  - 헤레스데라프론테라 - 헤레스데라프론테라 공항
- 이탈리아
  - 코미소 - 코미소 공항 - (2017년 5월 2일 신규취항)
- 튀르키예
  - 달라만 - 달라만 공항 계졀편
  - 안탈리아 - 안탈리아 공항
- 포르투갈
  - 포르투산투섬 - 포르투산투 공항

#### 동유럽
- 불가리아
  - 바르나 - 바르나 공항 계졀편

### 아메리카

#### 북아메리카
- 미국
  - 뉴올리언즈 - 뉴올리언즈 루이 암스트롱 국제공항
  - 라스베가스 - 매캐런 국제공항
  - 로스앤젤레스 - 로스앤젤레스 국제공항
  - 미니애폴리스 - 미니애폴리스 세인트폴 국제공항 계졀편
  - 볼티모어 - 볼티모어 국제공항 계졀편
  - 샌디에이고 - 샌디에이고 국제공항
  - 시애틀 - 시애틀 타코마 국제공항
  - 앵커리지 - 테드 스티븐스 앵커리지 국제공항 계졀편
  - 오스틴 - 오스틴 버그스트롬 국제공항 계졀편
  - 페어뱅크스 - 페어뱅크스 국제공항 계졀편
  - 포트로더레일 - 포트로더레일 할리우드 국제공항 계졀편
  - 포틀랜드 - 포틀랜드 국제공항 계졀편
  - 피츠버그 - 피츠버그 국제공항
- 캐나다
  - 밴쿠버 - 밴쿠버 국제공항 계졀편
  - 캘거리 - 캘거리 국제공항 계졀편
  - 토론토 - 토론토 피어슨 국제공항 계졀편
  - 핼리팩스 - 핼리팩스 국제공항 계졀편
  - 화이트호스 - 에릭 넬슨 화이트호스 국제공항 계졀편
- 멕시코
  - 캉쿤 - 캉쿤 국제공항

#### 남아메리카
- 브라질
  - 리우데자네이루 - 리우데자네이루 갈레앙 국제공항 계졀편
  - 레시페 - 레시페 구아라라피스 지우베르투 프레이르 국제공항
  - 사우바도르 - 데푸타두 루이스 에두아르두 마갈량이스 국제공항
  - 포르탈레자 - 포르탈레자 핀투 마르틴스 국제공항

#### 카리브해
- 그레나다
  - 세인트조지스 - 모리스 비숍 국제공항 계졀편
- 도미니카 공화국
  - 산토도밍고 - 산토도밍고 국제공항
  - 라로마나 - 라로마나 국제공항 계졀편
  - 푸에르토플라타 - 그레고리오 루페론 국제공항
  - 푼타카나 - 푼타카나 국제공항
- 바베이도스
  - 크라이스트처치구 - 그랜틀리 아담스 국제공항
- 세인트루시아
  - 비외포르 구 - 헤와노라 국제공항 계졀편
- 앤티가 바부다
  - 세인트존스 - VC 버드 국제공항 계졀편
- 자메이카
  - 몬테고베이 - 생스터 국제공항
- 코스타리카
  - 산호세 - 후안 산타마리아 국제공항
- 쿠바
  - 아바나 - 호세 마르티 국제공항
  - 바라데로 - 후안 괄베르토 고메스 공항
  - 산타클라라 - 아벨 산타마리아 공항 계졀편
  - 올긴 - 프랑크 파이스 공항
- 트리니다드 토바고
  - 스카버러 - 나폴레옹 레이몬드 로빈슨 국제공항
- 푸에르토리코
  - 산후안 - 루이스 무뇨스 마린 국제공항
- 프랑스령 과들루프
  - 푸앵타피트르 - 푸앵타피트르 국제공항 계졀편
- 프랑스령 마르티니크
  - 포르드프랑스 - 마르티니크 에메 세제르 국제공항

## 단항 노선

### 아시아

#### 동남아시아
- 미얀마
  - 양곤 - 양곤 국제공항
- 캄보디아
  - 씨엠립 - 씨엠립 국제공항
- 태국
  - 방콕 - 수완나품 국제공항
  - 푸켓 - 푸켓 국제공항

#### 남아시아
- 몰디브
  - 간 - 간 국제공항
- 스리랑카
  - 콜롬보 - 반다라나이케 국제공항
- 인도
  - 고아 - 고아 국제공항

#### 서남아시아
- 바레인
  - 마나마 - 바레인 국제공항
- 아랍에미리트
  - 두바이 - 두바이 국제공항
  - 샤르자 - 샤르자 국제공항

### 아프리카

#### 서아프리카
- 감비아
  - 반줄 - 반줄 국제공항
- 카보베르데
  - 보아비스타 - 아리스티데스 페레이라 국제공항
  - 살 - 아밀카르 카브랄 국제공항

#### 동아프리카
- 케냐
  - 나이로비 - 조모 케냐타 국제공항

#### 북아프리카
- 이집트
  - 마르사 알람 - 마르사 알람 국제공항
  - 샤름엘셰이크 - 샤름엘셰이크 국제공항
- 튀니지
  - 모나스티르 - 모나스티르 하비브 부르기바 국제공항
  - 엔피다 - 엔피다 함마메트 국제공항
  - 제르바 - 제르바 자르지스 국제공항

### 유럽

#### 서유럽
- 독일
  - 뉘른베르크 - 뉘른베르크 공항
  - 드레스덴 - 드레스덴 공항
  - 브레멘 - 브레멘 공항
  - 파더보른 - 파더보른 립슈타트 공항

#### 중유럽
- 오스트리아
  - 클라겐푸르트 - 클라겐푸르트 공항

#### 남유럽
- 그리스
  - 카르파토스 - 카르파토스 국립공항
- 스페인
  - 말라가 - 말라가 공항
  - 메노르카 - 메노르카 공항
- 크로아티아
  - 두브로브니크 - 두브로브니크 국제공항
  - 리예카 - 리예카 공항
  - 스플리트 - 스플리트 공항
- 키프로스
  - 라르나카 - 라르나카 국제공항
- 튀르키예
  - 보드룸 - 밀라스 보드룸 공항

#### 동유럽
- 루마니아
  - 콘스탄차 - 미하일 코갈리차누 국제공항
- 몬테네그로
  - 티바트 - 티바트 공항
- 불가리아
  - 브루가스 - 브루가스 공항

### 아메리카

#### 북아메리카
- 미국
  - 올랜도 - 올랜도 국제공항
  - 프로비던스 - TF 그린 공항
- 파나마
  - 파나마시티 - 토쿠멘 국제공항

#### 남아메리카
- 베네수엘라
  - 포를라마르 - 산티아고 메리나 캐리비안 국제공항